# Tři stigmata Palmera Eldritche
Tři stigmata Palmera Eldritche (1965, The Three Stigmata of Palmer Eldritch) je sci-fi román amerického spisovatele Philipa K. Dicka. Román byl navržen roku 1965 na cenu Nebula. Jedná se o jedno z prvních autorových děl, které se zabývají otázkami Boha.

## Obsah románu
Román se odehrává v nedaleké budoucnosti, kdy globální oteplování dosáhlo takového stupně, že se pobyt venku stal za bílého dne naprosto nemyslitelný. Kromě skleníkového efektu a dalších klimatických změn sužuje Zemi také obrovské přelidnění. OSN (v této budoucnosti všemocná instituce) proto organizuje v podstatě nedobrovolnou kolonizaci Sluneční soustavy. Toto dobývání vesmíru sice zajišťuje budoucnost lidského druhu, ale za cenu nedobrovolného vyhoštění namátkou vybraných nešťastníků, kteří jsou odsouzeni žít v nehostinných pustinách planet a měsíců bez možnosti návratu.
Kolonizátorům zbývá jediná možnost, jak nezešílet. S pomocí drogy Can-D, vyvinuté společností miliardáře Lea Bulera, se kolektivně dostávají do transu, ve kterém se přenášejí do 20. století na ještě obyvatelnou Zemi. Protože ji berou všichni, OSN nad tím přivírá oči a narkobyznys, ve kterém drží Leo Bulero monopol, vzkvétá. Z daleké hvězdné soustavy Proxima se ale nečekaně vrací další miliardář Palmer Eldritch, dávno považovaný za mrtvého. Přiváží sebou novou údajně nenávykovou drogu Chew-Z, která je mnohem lepší než Can-D, protože jejím požitím se každý může stát stvořitelem a pánem vlastních světů. Bulero znervózní a vydá se na tiskovou konferenci pořádanou Eldritchem, je unesen a donucen drogu vyzkoušet.
Od této chvíle se příběh nepostřehnutelně změní tak, že nelze rozpoznat realitu od iluze. Droga totiž přenáší člověka do světa, ze kterého není návratu. Prolínání alternativních realit a časových rovin, nesčetné halucinace, halucinace v halucinacích a paradoxy způsobí naprostou ztrátu orientace postav románu, které se nikdy nedozví, zda droga vůbec někdy přestane fungovat. Pravidla v této říši divů určuje Palmer Eldritch, který se stará o to, aby se nikdo, kdo drogu okusí, z jejího vlivu již nikdy nevymanil a ztratil povědomí o skutečném světě. Proto se jeho přízrak s jeho třemi nezaměnitelnými stigmaty (ocelové zuby, umělá ruka a elektronické oči) nenápadně tu a tam objeví, aby dal najevo, že postavy jsou stále v jeho smyšleném světě. Stává ve tak svém světě virtuálním bohem. Čím více se droga užívá, tím větší je Eldritchova schopnost infiltrovat realitu, stávat se různými jednotlivci, diktovat osud vesmíru a všeho v něm. Proto také nelze jednoznačně odpovědět na otázky, které se postupně objevují. Je Eldritch ve skutečnosti mimozemskou loutkou? Ovládl Eldritch všechny pozemské kolonie? Je Bulerovo impérium skutečně zničeno? Může být Eldritch přítomný ve všech zdrogovaných myslích najednou?
Přestože je román příběhem o světě, ve kterém se drogy vymkly kontrole, má svůj hluboký gnostický podtext, podle kterého falešný bůh (zde Eldritch) stvořil hmotný svět proto, aby nám zatajil ten skutečný.

## Česká vydání
- Tři stigmata Palmera Eldritche, Laser, Plzeň 1994, přeložil Jiří Pilch.
- Tři stigmata Palmera Eldritche, Argo, Praha 2011, přeložil Emil Labaj